# بلعوم حنجري
البلعوم الحنجري أو البلعوم السفلي (بالإنجليزية: laryngopharynx)‏ هو الجزء السفلي من البلعوم والذي يتتابع بالمريء. يوجد مدخل الحنجرة أمام البلعوم الحنجري.
ويمتد البلعوم الحنجري من مستوى العظم اللامي في الأعلى وحتى مستوى الغضروف الحلقي في الأسفل.